# Aqtas (Saran)
Aqtas (kasachisch Ақтас – „weißer Stein“) ist eine Siedlung im Gebiet Qaraghandy in Kasachstan.
Der Ort mit 8252 Einwohnern befindet sich 18 km südwestlich der Gebietshauptstadt. Aqtas ist der Verwaltung der Stadt Saran unterstellt.
Postleitzahl: 101203.

## Geschichte
Die Siedlung wurde 1945 gegründet.

## Wirtschaft
In Aqtas wird Ton gefördert.